# گوشچانووو
گوشچانووو (به لاتین: Goszczanowo) یک روستا در لهستان است که در گمینا درزدنکو واقع شده‌است. گوشچانووو ۳۰۰ نفر جمعیت دارد و ۳۶ متر بالاتر از سطح دریا واقع شده‌است.